# 希望の党☆
『希望の党☆』（きぼうのとう）は、総務省・明るい選挙推進協会製作の短編映画である。2005年公開。金子修介監督作品。上映時間は20分である。
本作は、総務省・明るい選挙推進協会が2005年に「若者の投票参加」をテーマとして製作し、インターネットで配信した動画5本のうちの1本である。協会による配信の終了後、協会の了解のもとで、第46回衆議院議員総選挙の期日（2012年12月16日）前に金子監督の手によってYouTubeにアップロードされ、本人のブログでその旨告知されていた。しかし、2017年に同名の政党が結成されたため、明るい選挙推進協会の要請により、2017年10月5日未明までにYouTubeから削除された。

## あらすじ
近未来の日本。国政選挙の日、サラリーマンの主人公は「どうせ誰に投票しても世の中変わらない」と選挙権を棄権し、妻とピクニックデートに行く。その選挙では「希望の党」と称する新興の政党が若年層からの支持を得て政権を奪取する。しかし「希望の党」は独裁政治を敷き、選挙権年齢の引き下げと棄権者の参政権の剥奪、動物虐待や痴漢への厳罰化（死刑）といった政策を実行に移していく。やがて政権は徴兵制を導入し、主人公のひとり娘は戦争に行く。主人公は投票しなかったことを後悔する。そこにゴッドを名乗る男が現れ、主人公はゴッドに頼んで自分を過去の世界に戻してもらう。

## キャスト
- 主人公：木下ほうか
- 娘：渋谷飛鳥
- 妻：山本奈津子
- ゴッド：楳図かずお
- 並木史郎
- 野口雅弘
- 金子菜々子
- 野木太郎
- 新津勇樹

他

## スタッフ
- 監督：金子修介
- 脚本：松枝佳紀
- 撮影：大沢圭子
- 音楽：MOKU
- 製作：総務省・明るい選挙推進協会

## 「希望の党」誕生による注目
映画の製作から12年が経過した2017年に、作中の政党と同名の「希望の党」が日本に誕生したことで、本作は改めて注目を集めることになった。監督の金子は日刊ゲンダイの取材に対して、「12年前に僕が作ったショートムービーを日本の政界が後追いしてるみたい」と述べ、「動画の趣旨を理解し、選挙を棄権しないこと。それがオトナの第一の役目だと思います」とコメントした。また、テレビ局の取材に対して、「12年前、この動画で『選挙に行かないと民主主義が崩壊してファシズムが来ちゃうよ』と訴えたかった。ファシズムは最初耳ざわり良いネーミングで、例えば『希望』とか使って現れるかもというブラックジョークが、突然目の前に現れたのでびっくりしたが、小池さんとは感性が違うのでしょうか、でも、そう感じる人も多いからまた動画が注目されているのかな、映画のようにならないように注目して行きたい」などと答えた。